# Arthroleptis nikeae
Arthroleptis nikeae es una especie de anfibios de la familia Arthroleptidae.
Es endémica de Tanzania.
Su hábitat natural son montanos secos tropicales o subtropicales.
Está amenazada de extinción por la pérdida de su hábitat natural.